# Embryologie

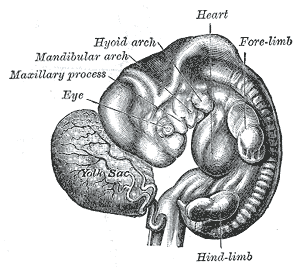
Menschlicher Embryo (etwa fünf Wochen alt)

Die Embryologie (von altgriechisch ἔμβρυον embryon, deutsch ‚ungeborene Leibesfrucht‘, und -logie) ist jenes Teilgebiet der Entwicklungsbiologie, das sich mit der Entwicklung der befruchteten Eizelle und des daraus entstehenden Embryos beschäftigt. Man spricht auch von der pränatalen Entwicklungsbiologie.
In Medizin und Zoologie wird von der Embryologie in der Folge auch das Wachstum des Feten behandelt.

## Geschichte
Von griechischen Gelehrten des 5. und 4. Jahrhunderts v. Chr. stammen die ersten Theorien zur Entwicklung des Embryos. Diese waren geprägt von der Vorstellung, dass es sich dabei um einen Akt göttlicher Schöpfung handle. Aristoteles nahm an, dass durch Sperma das Menstruationsblut aktiviert werde und die Embryonalentwicklung initiiere. Die hippokratischen Schriften gehen von der, etwa auch von Alkmaion und anderen Philosophen und Naturforschern postulierten, sogenannten Zweisamentheorie aus, nach der es einen männlichen und einen weiblichen „Samen“ gebe, der bei der Zeugung und der Geschlechtsdetermination beteiligt ist. Der in Rom tätige griechische Arzt Galenos beschrieb in seinem Werk Über die Bildung des Fetus im 2. Jahrhundert n. Chr. die pränatale Entwicklung und extraembryonale Strukturen, wie die Plazenta.
Diese Lehren (auch von Avicenna abgehandelt) prägten die Embryologie bis in die Neuzeit.
Erste Messungen von verschiedenen Stadien der embryonalen Entwicklung nahm Leonardo da Vinci vor. 
Frühe wissenschaftliche Untersuchungen von Embryonen publizierte Girolamo Fabricio ab Acquapendente 1600 für Säugetier-, Reptil- und Haiembryonen (De formato foetu) und 1621 über die Bildung von Ei und Küken (De formatione ovi et pulli).
Dieses Vorgehen wurde von William Harvey präzisiert, indem er Mitte des 17. Jahrhunderts unter Einsatz einfacher Vergrößerungslinsen die Entwicklung von Hühnerembryonen untersuchte. Außerdem erforschte Harvey die Entwicklung des Damhirschs, bei dem er keine frühen Embryonalstadien entdecken konnte. Daraus schloss er fälschlicherweise, dass der Uterus die Embryonen sezerniere. Widerlegt wurde er 1672 von Reinier de Graaf, der durch Verwendung der ersten Mikroskope kleine Kammern im Uterus von Kaninchen entdeckte. Er zog den Schluss, dass diese nicht aus dem Uterus stammen könnten, sondern aus anderen Organen, die er als Ovarien benannte. In diesen entdeckte er außerdem die nach ihm benannten reifen Eifollikel (Graaf-Follikel).
Durch die Entdeckung eines vermeintlich vorgeformten Kükens in einem unbefruchteten Ei durch Marcello Malpighi und die Entdeckung des Spermiums kam eine Gegenthese zur bisherigen Epigenesetheorie auf. Einige Vertreter der Präformationstheorie nahmen an, dass entweder in der Eizelle oder im Spermium der Mensch in winzigem Format bereits vorliege und nur noch wachsen müsse.
Die Präformationstheorie etablierte sich und wurde erst 1759 von Caspar Friedrich Wolff stark kritisiert, als dieser zeigen konnte, dass sich Embryonen aus kleinen kugelförmigen Strukturen entwickeln und die von Malpighi beschriebenen Embryonen in Hühnereiern nicht finden konnte.
Wolff ging davon aus, dass durch Teilung und Differenzierung einer Zelle Keimblätter entstünden, aus denen sich dann der Embryo entwickle.
Ab dem Anfang des 19. Jahrhunderts konzentrierten sich mehr Wissenschaftler auf den von Wolff eingeführten Keimblattbegriff. Dabei begründeten Étienne Geoffroy Saint-Hilaire, sein Sohn Isidore Saint-Hilaire und Johann Friedrich Meckel der Jüngere die Lehre von den Entwicklungsstörungen durch reproduktionstoxische Stoffe (Teratologie).
Christian Heinrich Panders Entdeckung, dass es drei verschiedene Keimblätter gibt und Karl Ernst von Baers Entdeckung der Eizelle bestätigten den angenommenen Keimblattbegriff und die dahinterstehende Epigenesetheorie.
Als Begründer der modernen Embryologie gilt der deutsche Arzt Robert Remak. Er beschrieb 1842 die drei Keimblätter Ektoderm, Mesoderm und Endoderm. Er erkannte vor Rudolf Virchow und Theodor Schwann den Zellkern als Grundstruktur der Zellteilung. Remak beschrieb die Grundstruktur des Axons und das Remak-Ganglion. Später arbeitete er auf dem Gebiet der Galvanotherapie. Der Wiener Embryologe Samuel Leopold Schenk unternahm 1878 an der Wiener Universität den ersten, noch nicht erfolgreichen Versuch einer In-vitro-Fertilisation an Samen und Eizellen von Kaninchen und Meerschweinchen.
Von 1880 bis 1894 betrieb Wilhelm His ein Mitbegründer der Embryologie, seine embryologischen Studien.

## Entwicklungsphasen beim Menschen
Zu Beginn der Entwicklung eines Menschen steht die Gametogenese. Ein Gamet ist eine aus Urkeimzellen entstandene Zelle, die einen haploiden Chromosomensatz besitzt. Trifft nun bei der Konzeption eine männliche Gametenzelle (Spermium) auf eine weibliche Gametenzelle (Eizelle, Oozyte), kann es zur Befruchtung (Imprägnation) kommen.
Als Blastogenese wird die Entwicklung der Zygote in den ersten zwei Wochen nach der Befruchtung genannt. Hier erfolgt auch die Einbettung (Nidation oder Implantation) des Keims (am 6. oder 7. Tag).
Im fließenden Übergang dazu steht die Embryogenese. Sie bezeichnet die Differenzierung der verschiedenen Zellschichten bis hin zum Fetus. Sie beginnt ungefähr mit der dritten Woche p.c. (post conceptionem) und kann unter anderem an der Bildung des dritten Keimblattes festgemacht werden. Als Ergebnis der Embryogenese sind fast alle Organe in Grundzügen angelegt und der uteroplazentare Kreislauf ist ausgebildet.
Ab der neunten Entwicklungswoche bis zur Geburt spricht man nun von einem Fetus, statt von einem Embryo. Während der Fetogenese wachsen und differenzieren sich die während der Embryogenese angelegten Organe weiter.